# United States Post Office Department

Zegel van het United States Post Office Department

Het United States Post Office Department was van 1792 tot 1971 de dienst die zich bezighield met de postbezorging in de Verenigde Staten. In 1872 werd het een federaal ministerie. In 1971 werd het losgemaakt van de overheid en werd de postbezorging overgenomen door de United States Postal Service. De regulerende functie werd overgenomen door de Postal Regulatory Commission. Het Post Office Department werd geleid door de Postmaster General. 

## Geschiedenis
Op 20 februari 1792 tekende president George Washington de Postal Service Act, waarmee de "Post Office" werd opgericht. Postmaster General John McLean, die diende van 1823 tot 1829, was de eerste die het het Post Office Department noemde. De organisatie verwierf prestige toen in 1829 president Andrew Jackson Postmaster General William T. Barry uitnodigde om lid te worden van zijn kabinet. De Post Office Act van 1872 verhief het Post Office Department officieel tot een ministerie.
Tijdens de Amerikaanse Burgeroorlog (1861-65) hadden ook de Geconfedereerde Staten van Amerika hun eigen postdepartement, namelijk de CSA Post Office Department. Postmaster General was John Henninger Reagan.
Op 12 augustus 1970 tekende president Richard Nixon de Postal Reorganization Act. Op basis van deze wet werd op 1 juli 1971 het ministerie opgeheven en vervangen door de onafhankelijke Postal Service. De regulerende functies van het ministerie werden overgenomen door de Postal Regulatory Commission. 